# Hôn nhân cùng giới ở Quần đảo Virgin thuộc Mỹ
Hôn nhân cùng giới ở Quần đảo Virgin thuộc Mỹ là lãnh thổ chưa hợp nhất của Hoa Kỳ là hợp pháp kể từ ngày 9 tháng 7 năm 2015, do quyết định của Tòa án Tối cao Hoa Kỳ tại Obergefell v. Hodges vào ngày 26 tháng 6 năm 2015, cho thấy các cặp cùng giới có quyền lập hiến  kết hôn. Vào ngày 30 tháng 6, Thống đốc Kenneth Mapp tuyên bố rằng chính quyền lãnh thổ sẽ tuân thủ phán quyết và vào ngày 9 tháng 7, ông đã ký một sắc lệnh hành pháp yêu cầu chính quyền lãnh thổ phải mở rộng quyền kết hôn cho các cặp cùng giới trên toàn lãnh thổ. Giấy phép kết hôn đầu tiên được cấp vào ngày 21 tháng 7 năm 2015, sau khi các cặp cùng giới đầu tiên nộp đơn xin giấy phép đó vào ngày 13 tháng 7 năm 2015, bắt đầu thời gian chờ đợi 8 ngày giữa việc xin và nhận giấy phép kết hôn.

## Lịch sử pháp luật
Các đạo luật của Quần đảo Virgin nói rằng "Hôn nhân được tuyên bố là một hợp đồng dân sự có thể được ký kết giữa nam và nữ theo luật định."
Vào tháng 5 năm 2014, Thượng nghị sĩ Judi Buckley đã đưa ra dự thảo luật trong cơ quan lập pháp để thiết lập hôn nhân cùng giới. Được gọi là Đạo luật bình đẳng hôn nhân dân sự, nó sẽ thay thế Bộ luật "giữa nam và nữ" bằng "giữa hai người". Nó bao gồm ngôn ngữ sẽ cho phép bất cứ ai được phép thực hiện một lễ cưới từ chối làm như vậy vì bất kỳ lý do. Cô dự đoán rằng sẽ mất vài tháng để ngôn ngữ của nó được xem xét. Cô dự kiến rằng cô và Thống đốc John de Jongh, người mà cô nói sẽ ký luật, sẽ rời nhiệm sở vào tháng 1 năm 2015 trước khi luật pháp đi đến bỏ phiếu. Những người ủng hộ luật pháp bao gồm Liberty Place, một tổ chức vận động LGBT dựa trên St. Croix.
Đáp lại, một nhóm các nhà lãnh đạo nhà thờ đã tổ chức Quần đảo One Voice Virgin để phản đối luật pháp và lên kế hoạch cho một cuộc thỉnh nguyện nhằm thu thập 50.000 chữ ký. Nhóm đã viết một lá thư cho V.I. các quan chức mà một số thành viên của nó thấy phản cảm vì nó bao gồm gợi ý rằng một số quan chức chính phủ là đồng tính luyến ái. Chủ tịch của nhóm, Mục sư Bộ Tầm nhìn Mới James Petty của St. Thomas, nói: "Chúng tôi không muốn trở thành thiên đường cùng giới của nước Mỹ". Mục sư Lennox Zamore nói rằng ông bác bỏ lập luận rằng hợp pháp hóa hôn nhân cùng giới sẽ có lợi cho nền kinh tế địa phương: "Chúng tôi không muốn cân bằng sách của mình bằng cách đưa ngành công nghiệp tình dục - dù là cùng giới hay không - đến Quần đảo Virgin".